# Ron Cornelius
Ronald Morgan Cornelius, detto Ron (Santa Ana, 11 dicembre 1958), è un ex cestista statunitense, professionista in Spagna e in Italia.

## Carriera
Venne selezionato dai Los Angeles Lakers al terzo giro del Draft NBA 1981 (65ª scelta assoluta).